# 홍명집
《홍명집(弘明集)》은 양나라(梁)의 승려 승우(僧祐: 445~518)가 502년에서 518년 사이에 건초사(建初寺)에서 엮은 것으로, 주로 동진(東晋) · 제나라(齊) · 양나라(梁)에 걸친 호교론집(護敎論集)이다.
책명은 "교를 넓히고 도를 밝힌다"는 뜻의 "홍도명교(弘道明敎)"에서 따다 《홍명집》이라 이름하였다.
승우가 스스로 엮은 《출삼장기집(出三藏記集)》에는 10권 32편이라는 목록만이 있으나 후에 보충되어 오늘날과 같은 14권 57편이 되었다. 후일 당나라의 도선(道宣)이 엮은 《광홍명집(廣弘明集)》은 이 14권 본에 의한 것이다.

## 성립 배경
불교가 중국으로 전하여져 한위시대(漢魏時代: BC 206~AD 265)에는 출가사문(出家沙門)이 서역인(西域人)에게만 한정되어 있었다. 그 후, 서진 · 동진의 양진(兩晋)으로부터 남북조(南北朝)로 발전하는 동안에 출가하는 중국인이 매우 많아졌으므로 중국 전통 사상과의 대결이 불가피하게 되었다.
예를 들어, 승려(僧侶)의 출가삭발(出家削髮)은 유교의 예속(禮俗)에 위배되는 것이며, 불교의 인과응보(因果應報)나 정신불멸의 사상은 주공(周孔: 주공과 공자)의 설에 없는 것으로 공격되었고, 도가(道家)의 사람들도 불교를 사교(邪敎)라고 비판하였다. 이와 같은 반론이나 공격에 대해서 불교를 지키고 널리 알리려는 입장에서 나온 수많은 호교적 논설(護敎的論說)을 모은 것이 《홍명집》이며, 유불도(儒佛敎) 3교의 교섭은 물론 당시 불교사상사 연구의 귀중한 자료로 되어 있다.

## 참고 문헌
- 이 문서에는 다음커뮤니케이션(현 카카오)에서 GFDL 또는 CC-SA 라이선스로 배포한 글로벌 세계대백과사전의 내용을 기초로 작성된 글이 포함되어 있습니다.